# Taneční centrum Praha – konzervatoř
Taneční centrum Praha – konzervatoř, z.ú. (TCP) je pražská osmiletá taneční konzervatoř.
Škola poskytuje standardní všeobecné vzdělání humanitního typu a současně úplné střední a vyšší odborné vzdělání v oboru „taneční umění“. Současný model konzervatorního studia Tanečního centra Praha vznikal od poloviny 60. let a jeho cílem je všestranná příprava studentů jak na interpretační dráhu, tak i na vysokoškolské studium a tvůrčí uměleckou práci.
Škola sídlí v Praze 4, Údolní 212/1, 147 00 Praha 4 – Braník. Její kapacita je 200 studentů.

## Charakteristika studia
Vzdělání na taneční konzervatoři je koncipováno jako osmileté, pro studenty ve věku 11 až 19 let. Škola poskytuje ubytování i stravování. Přijímací talentové zkoušky se konají během pátého ročníku ZŠ nebo výjimečně i později. Pro zájemce o studium škola připravuje každoročně Dny otevřených dveří.
Centrum zahrnuje taneční konzervatoř, agenturu a školní umělecké soubory Balet Praha Junior a Balet Praha Junior 2. Škola je každoročně pořadatelem festivalu Mezinárodní týdny tance, Letního tanečního workshopu, Letní taneční školy, Vánoční taneční scény, Tanečních učitelů roku, Závěrečného představení, Absolventského představení, regionálních tanečních campů a recipročních akcí se zahraničními partnery.
Pedagogové a studenti mají pravidelné kontakty se zahraničními školami a školní soubor již vystupoval v řadě zemí. Část taneční výuky ve vyšších ročnících vedou zahraniční lektoři. Absolventi školy jsou členy českých i zahraničních souborů.

## Historie
Tradice tanečního centra sahá až do ledna roku 1961, kdy po vzoru západoevropských a amerických center vznikla Skupina moderního tance Vysokoškolského uměleckého souboru, který byl v roce 1977 přijat pod křídla Univerzity Karlovy.
Od 4. září 1980 řídí centrum jeho současné vedení Vlasta Schneiderová a Antonín Schneider.
V roce 1984 se centrum i se souborem přestěhovalo do univerzitního areálu Větrník na Petřinách a změnilo svůj název na Taneční centrum Univerzity Karlovy. V září 1994 bylo transformováno na osmiletou taneční konzervatoř. Nový vysokoškolský zákon si vynutil právní rozchod s Univerzitou Karlovou, a proto v roce 1997 bylo Taneční centrum Praha registrováno jako obecně prospěšná společnost.
Od roku 2001 nese současný název „Taneční centrum Praha – konzervatoř, obecně prospěšná společnost, zkráceně Taneční centrum Praha – konzervatoř, o.p.s.“.
Později se prostory ve vysokoškolském areálu Větrník na Petřinách (U Větrníku 2034/3, Praha 6 – Břevnov) ukázaly jako nevyhovující. Taneční centrum tak od 1. září 2005 sídllo na adrese Pod Žvahovem 463/21b, Praha 5 – Hlubočepy, ve východní polovině budovy tou dobou nefungující základní školy Pod Žvahovem, která je v majetku Městské části Praha 5. Společně s TCP zde bylo do roku 2010 v nájmu i Osmileté gymnázium Buďánka (OGB), každá ze škol v polovině budovy. Chod ZŠ byl ale postupně obnoven, nejprve v západním bloku budovy. Praha 5 pak ale začala vyvíjet snahy budovu přenechat pouze Základní škole Pod Žvahovem, což se také od školního roku 2022 událo. TCP se tak muselo opět stěhovat.
Po selhání všech jednání s MÚ Praha 5 a Magistrátem Prahy (2009 - 2020) zvolila konzervatoř TCP poslední reálný záchranný krok a v únoru 2021 zajistila nové sídlo v soukromém sektoru - v citlivě revitalizovaném a přísně památkově chráněném průmyslovém areálu Pivovar Braník (z roku 1898) na území Prahy 4. Následovala složitá a nákladná rekonstrukce na vzdělávací, kulturní, produkční a technologické prostory - kolaudační řízení bylo ukončeno - již za plného provozu - v červenci 2022. Ke spolupráci na provozu budovy byli přizváni i další "ohrožení partneři" z tanečního sektoru a tak vznikl současný projekt "Dům tanečního umění", který zajišťuje podmínky pro:
- realizaci vzdělávací koncepce "Tanečního centra Praha - konzervatoře"
- umělecký provoz "Pražského komorního baletu"
- činnost agentury "Mezinárodní centrum tance"(Balet Praha Junior, Balet Praha Junior 2)
- vzdělávací a charitativní činnost "Nadace Tanec a Divadlo"
- vzdělávací a výzkumnou činnost "Nadačního fondu a Institutu Pavla Šmoka"
- dětské taneční studio "Terpsichore" - přípravné oddělení konzervatoře[11]